# Vaćani
Vaćani (ili Vaćane) su selo u Hrvatskoj.

## Zemljopis
Vaćani se nalaze na +43° 91', +15° 86'. Od Šibenika su udaljene 30 kilometara, od Vodica 26 kilometara, a od Skradina 10 kilometara.

## Povijest
Vaćani su se od 1991. do 1995. godine nalazili pod srpskom okupacijom, tj. bili su u sastavu SAO Krajine.

## Stanovništvo
Naselje ima prema popisu iz 2011. godine 120 stanovnika.
| broj stanovnika | 164   | 246   | 200   | 206   | 242   | 267   | 290   | 312   | 352   | 347   | 308   | 244   | 222   | 200   | 124   | 120   | 105   |
|                 | 1857. | 1869. | 1880. | 1890. | 1900. | 1910. | 1921. | 1931. | 1948. | 1953. | 1961. | 1971. | 1981. | 1991. | 2001. | 2011. | 2021. |

## Povijest
- Fra Jakov Pletikosa (Vaćani, 1704.- Sumartin, 7. travnja 1769.)[5]

autor prvog hrvatskog putopisa pisanog hrvatskim jezikom »Putovanje k Jerozolimu god. 1752.« Jakova Pletikose 

## Spomenici i znamenitosti
- crkva svetog Ante
- Nacionalni park Krka

## Poznate osobe
- Marko Kartelo